# 黏合剂

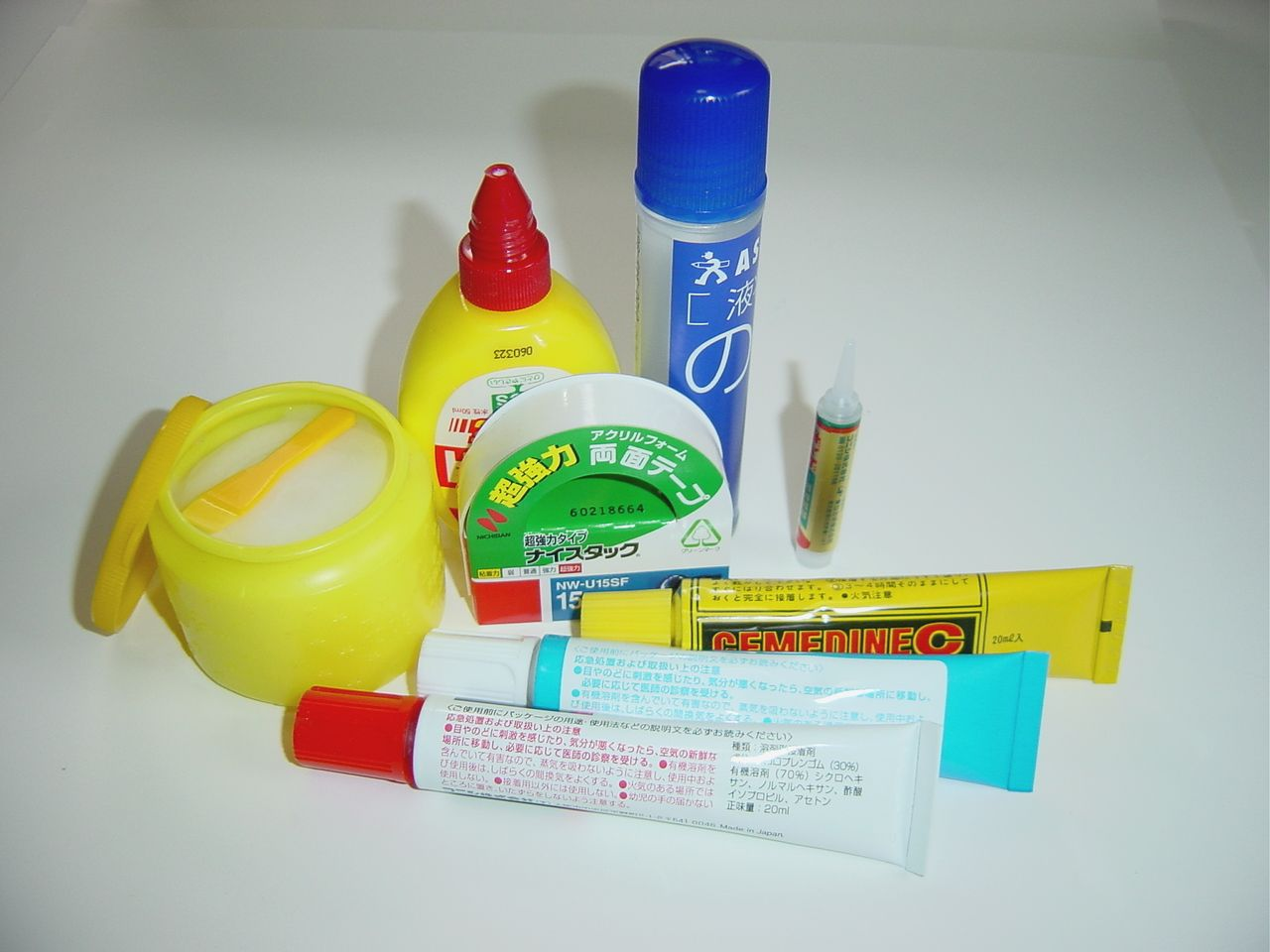

黏著劑（adhesive）也稱黏结剂、膠黏劑、黏合劑、膠水，在1942年由哈利·庫弗博士發明。指將兩個物體黏附在一起的材料，根據所要黏合材料的特性（主要是表面特性，如粗糙度），使用不同的黏著劑。黏合劑其實是稀釋的樹脂，而樹脂本身就具有黏性。但有的膠水成份是：聚乙烯醇、水、防腐劑。

## 透明膠水
透明膠水是平時文書處理、從事美勞創作常用的一種黏合劑，它的成份是聚乙烯醇和硼砂。聚乙烯醇是一種水溶性塑膠，當把聚乙烯醇加入水時，聚乙烯醇會溶解在水份中，再把硼砂加入時，硼原子與氧原子會將聚乙烯醇分子串在一起，所形成的黏稠狀液體就是膠水。而膠水在空氣中會慢慢凝固，而且是不可逆的。
透明膠水作为一種黏合劑，其黏著的原理如下：當透明膠水塗在紙張上時，膠水本身的分子和紙張的分子會出現「鍵結」，膠水會有黏性原因是膠水的分子親水基團多導致以水為中介，彼此互相吸引糾纏產生黏性，因此膠水的凝固是一個化學反應。
液態的透明膠水用手摸起來感覺黏黏的原因是：聚乙烯醇含有許多羥基（醇基，R－O－H），具有極性，且可與水形成氫鍵，彼此互相吸引糾纏產生黏性。如果把膠水用更多水稀釋，此時膠水分子被水分子隔開太遠了，黏性就會快速下降。
而快乾膠又稱AA膠或超能膠，則使用氰基丙烯酸酯作為主要的組合劑。當膠水一接觸到空氣，那些空氣中的水份會與它作用，把溶劑蒸發接合劑聚合放熱，變成強韌的所謂Super Glue膠黏貼著接觸面。由於它的溶劑会在瞬間蒸發，所以會嗅到具有刺激性的氣味。

## 天然材料
黏合劑亦可以用天然材料製造。
1702年，秘魯馬丘比丘農村的工人經常要出去貼傳單，在貼的過程中發現用煮熟的馬鈴薯做黏合劑非常好用。因為馬鈴薯的主要成份是澱粉，是天然的固體膠。

## 外部連結
- Educational portal on adhesives and sealants（页面存档备份，存于）
- RoyMech: The theory of adhesive bonding
- 3M's Adhesive & Tapes Classification（页面存档备份，存于）
- Database of adhesives for attaching different materials（页面存档备份，存于）
- Adhesive Formulations[永久]

## 延伸阅读
[在维基数据编辑]